# سبرس
سبرس دهستانی در استان آبیلای اسپانیا است.
در این دهستان ۳٬۲۲۳ نفر زندگی می‌کنند. مساحت این دهستان ۱۳۷٫۵۱ کیلومتر مربع است.